# Koninklijke Harmonie Sainte Cécile Eijsden
De Koninklijke Harmonie "Sainte Cécile" is een harmonieorkest in Eijsden, Nederlands Limburg, dat in 1880 door René graaf de Geloes werd opgericht. De Belgisch-Franse inslag van de grafelijke familie en een reeks dirigenten van Belgische afkomst resulteerde in een Belgisch-Franse manier van uniformering, wijze van musiceren en marsrepertoire. Zij worden in Eijsden "De Roej" (Limburgs voor de Rode) genoemd vanwege de rode kleur van de petten. De Harmonie is nauw verbonden met het sociaal-culturele en kerkelijke leven in Eijsden. Het uittreden van de harmonie bestaat enerzijds uit het muzikaal invullen van (kerkelijke) plechtigheden, festiviteiten en concerten in Eijsden en anderzijds het verzorgen van concerten, taptoes en streetparades in binnen- en buitenland.

## Algemeen
Sainte Cécile heeft een sterke Belgisch-Franse inslag, hetgeen niet alleen tot uitdrukking komt in de uniformering, maar ook in de wijze van musiceren en in het marsenrepertoire. Verder heeft Sainte Cécile twee jeugdorkesten, te weten; Les Jeunes en Les Petits Jeunes. Bovendien zijn er tal van gelieerde verenigingen die opereren onder de vlag van Sainte Cécile.
In Eijsden bestaat er nog een tweede harmonie, namelijk de Koninklijke Oude Harmonie van Eijsden.
Onder leiding van directeur Arthur Renkin van eind jaren dertig tot aan zijn dood (1946) werden de optredens van "De Roej" min of meer op militaire leest geschoeid. Hij was immers kapitein-musiciene bij het garnizoen Verviers.
De nieuwe harmonie is ontstaan uit een opsplitsing van de oude harmonie. De formele akte werd voltrokken door René Graaf de Geloes van kasteel Eijsden. Vanaf haar oprichting heeft het harmonieorkest daarna gestreefd het muzikaal niveau op een hoog peil te brengen. Er werd deelgenomen aan een groot aantal concoursen in Nederland en in het buitenland. Het orkest heeft aan verschillende radio- en televisieopnamen meegewerkt.
Naast de concerten in Nederland werden ook in het buitenland concerten verzorgd, zoals in België, Luxemburg, Frankrijk, Zwitserland, Duitsland, Italië en Spanje. In 1992 was men op uitnodiging van het Poolse Ministerie van Cultuur in verschillende grote steden in Polen en gaf daar een concert. In 1999 heeft het harmonieorkest met succes deelgenomen aan het prestigieuze Certámen Internacional de Bandas de Música Ciudad de Valencia in Spanje in de sectie Especial A.
In 1997 en 2001 werd succesrijk deelgenomen aan het Wereld Muziek Concours (WMC) in Kerkrade en in 2001 werd men in de Concertafdeling “Vice Wereldkampioen”. In 2007 ging het orkest aan de haal met de titel in het open Nederlands kampioenschap voor de concertafdeling (ook wel het Mini WMC genoemd). Op dat mini-WMC werd men kampioen. In 2009 werd dit orkest onder leiding van Jan Cober tijdens het Wereld Muziek Concours te Kerkrade in de concertafdeling van de sectie harmonie wereldkampioen. Op 28 juli 2013 nam de Koninklijke Harmonie Sainte Cecile uit Eijsden wederom deel aan het 16e WMC. De titel in de allerhoogste afdeling, de concertafdeling werd met 95,42 punten verdedigd en de vereniging werd daarmee wederom wereldkampioen in de sectie harmonie.
Het orkest heeft onder verschillende dirigenten meerdere plaat- en cd-opnames gemaakt. De vereniging beschikt over een eigen Concertzaal, het Cultureel Centrum Eijsden. Deze zaal is gelegen aan de Breusterstraat 23, 6245 EG te Eijsden. Binnen de vereniging zijn er vele geledingen onder andere het harmonieorkest, het trommel en klaroenkorps, het jeugdorkest Les Jeunes, het opleidingsorkest Les Petits Jeunes en het muziekensemble Da Capo 2000.

## Historie
De Koninklijke Harmonie Sainte Cécile Eijsden, werd in 1880 opgericht door René Graaf de Geloes van Kasteel Eijsden. Sinds haar oprichting heeft Sainte Cécile steeds onder het presidentschap gestaan van een Eijsdense kasteelheer of een nazaat daarvan. In de volksmond wordt Sainte Cécile ook wel "de Roej" genoemd. Dit komt enkel en alleen door de kleur van de petten.
In 1952 werd de vereniging uitgebreid met een Trommel- en Klaroenkorps en werd het korps voor het eerst in uniformen gestoken. In 1955 ontving de vereniging het predicaat “Koninklijk”. Het Harmonieorkest en het Trommel- en Klaroenkorps treden niet alleen apart op, maar verzorgen ook gezamenlijk (straat)optredens. De totale uitstraling, omvang, discipline, uniformering en het marsenrepertoire maken de Koninklijke Harmonie Sainte Cécile een graag geziene gast in binnen- en buitenland.
Bij het huwelijk van kroonprins Willem Alexander en Maxima in 2002 was het Sainte Cécile die Limburg mocht vertegenwoordigen bij de landelijke manifestatie in de Amsterdam Arena. Dit optreden werd live op TV uitgezonden. In 2013 werd Sainte Cécile uitgenodigd voor de heropening van het Rijksmuseum in Amsterdam. Televisiestations uit diverse landen deden verslag van de opening die werd voltrokken door Koningin Beatrix.
Ons erebestuurslid André Rieu nodigt Sainte Cécile vanaf 2005 jaarlijks uit om het voorprogramma in te vullen tijdens zijn openlucht concerten op het Vrijthof te Maastricht. Sinds 2003 verzorgt Sainte Cécile de tune en muzikale omlijsting van het L1 tv-programma “Limbourgeois” van Jo Cortenraedt. Ook de deelname aan de traditionele bronkprocessie in Eijsden, op de tweede zondag na Pinksteren, behoort tot de jaarlijkse hoogtepunten.
In de jaren vijftig en begin jaren zestig van de twintigste eeuw oogstte Sainte Cécile bewondering bij de deelname aan de marswedstrijden tijdens het Wereld Muziek Concours in Kerkrade. Recentere optredens van Sainte Cécile zijn bijvoorbeeld de deelname aan taptoes o.a. in Erkelenz (Duitsland), Woerden en Nijkerk, de optredens tijdens de opening van het Congrescentrum MECC in Maastricht, het optreden bij de ondertekening van het Verdrag van Maastricht en de opluistering van de zevenjaarlijkse Heiligdomsvaart in Maastricht. Er zijn optredens geweest in Aken, Gent, Luik en bovendien heeft Sainte Cécile diverse concertreizen gemaakt naar o.a. Krakau (Polen) Barcelona en Valenecia (Spanje) en Innsbruck (oostenrijk).

## Harmonieorkest
Vanaf de oprichting in 1880 tot 1968 heeft het Harmonieorkest onafgebroken onder leiding van Belgische dirigenten gestaan. In 1962 veroverde Sainte Cécile onder leiding van Hubert Vanderweckene in het Koninklijk Concertgebouw te Amsterdam voor de eerste keer de landstitel in haar historie. In 1968 gaf Vanderweckene het stokje over aan de eerste Nederlandse dirigent, Wiel Jacobs; gevolgd door Hennie Ramaekers (1977), Alex Schillings (1989) en de huidige dirgent Jan Cober (1995). Hij veroverde in 2009 met Sainte Cécile de wereldtitel tijdens het Wereld Muziek Concours (WMC) te kerkrade. Eveneens werd voor de vierde maal in haar historie de nationale titel veroverd in de hoogste afdeling.
Onder leiding van Hennie Ramaekers werd in 1982 een LP gemaakt met uitsluitend Belgische marsmuziek. Twee jaar later, in 1984, werd het harmonieorkest ingedeeld in de door de Nederlandse Bond voor Blaasmuziek nieuw gevormde hoogste afdeling: de ‘Concertafdeling’. Onder leiding van Alex Schillings kwam de eerste CD van Sainte Cécile op de markt. Schillings was tevens stuwende kracht achter de reorganisatie van de (geheel interne) muziekopleiding en het opstarten van het jaarlijkse jeugdmuziekkamp met meer dan 100 deelnemers. Schillings introduceerde verder het interne solistenconcours: de Sainte Cécile Trofee.
Met Jan Cober op de bok vestigde Sainte Cécile zich aan de top van de internationale HaFa-wereld. In 2013 en 2009 werd onder zijn leiding de wereldtitel veroverd tijdens het WMC te Kerkrade en werd Sainte Cécile voor de vijfde keer in haar historie Nederlands Kampioen in de hoogste afdeling. Daarvoor behaalde Sainte Cécile al diverse ereplaatsen tijdens diverse deelnames aan het WMC te Kerkrade (respectievelijk 3e en 2e plaats in 1997 en 2001) en het winnen van het Mini WMC te Kerkrade in 2007. In 2001 en 2007 werd Sainte Cécile Nederlands kampioen in de ‘Concertafdeling’. Onder leiding van Jan Cober werden diverse (live) cd’s opgenomen met zowel werken van hedendaagse HaFa-componisten als transcripties van het grote symfonische repertoire. Sainte Cécile bracht verder Nederlandse, Europese en wereldpremières, met werken van o.a. de componisten Karel Husa, Bernard van Beurden en Henk Badings.
Het traditionele Pinksterconcert (vanaf 1993) heeft een vaste plaats verworven op de kalender van Theater aan het Vrijthof te Maastricht en vindt plaats in het Pinksterweekend. De mix van traditioneel en vernieuwend repertoire, evenals de hoge kwaliteit van de uitvoeringen, trekken jaarlijks vele bezoekers uit de regio en van ver daarbuiten. De KRO maakte diverse malen radio-opnamen, die integraal werden uitgezonden. Er wordt regelmatig medewerking verleend door solisten uit zowel de eigen regio, zoals John Bröcheler (Bariton) en Hubert Delamboye (Tenor), als door solisten uit de eigen vereniging, zoals Roy Hovens (Saxofoon), Arno Piters (Klarinet) en Jos Roeden (basklarinet).
Sainte Cécile is een vereniging die veel bekendheid geniet in binnen- en buitenland. Dit kan men afleiden uit de vele uitnodigingen die het orkest door de jaren heen ontving. Het orkest gaf concerten in België, Luxemburg, Frankrijk, Zwitserland, Duitsland, Italië, Spanje. In diverse grote steden in Polen werden concerten gegeven tijdens een concertreis in 1992 op uitnodiging van het Poolse Ministerie van Cultuur. In september 1996 concerteerde Sainte Cécile, als enige amateur-groepering, bij de openingsmanifestaties van het Festival van Vlaanderen in Gent (B). In 1999 werd door Sainte Cécile met succes deelgenomen in de hoogste afdeling, Section Honeur, van het wereldberoemde muziekconcours “Certamen” in Valencia, Spanje. In 2007 en 2009 verleende Sainte Cécile medewerking aan concerten van de bekende Limburgse zanger Gé Reinders in het Theater aan het Vrijthof te Maastricht. In 2008 ontving het orkest de uitnodiging om ter gelegenheid van het 125-jarig bestaan van het Limburgs Symfonie Orkest (LSO) een openluchtconcert te organiseren. Enkele duizenden bezoekers in het kasteelpark genoten van de gezamenlijke uitvoering van de Ouverture ‘1812’ van Tchaikovsky. Wegens groot succes werd deze uitvoering in hetzelfde jaar herhaald in Theater aan het Vrijthof in Maastricht als opening van het nieuwe culturele seizoen. In 2011 maakte Sainte Cécile een concertreis naar Luxemburg met concerten in Echternach en Luxemburg (stad). In 2012 werd een concertreis naar Oostenrijk gemaakt. Sainte Cécile verzorgde het openingsconcert van Mid Europe Schladming en speelde op uitnodiging tijdens de Innsbrucker Promenadenkonzerte. Sainte Cécile wordt tevens regelmatig uitgenodigd voor de prestigieuze concertcyclus ‘verrassende ontmoetingen’ in Tilburg.
| Jaar         | Naam                 |
| ------------ | -------------------- |
| 1880 - 1912  | Achille Bossy        |
| 1912 - 1916  | Ernst Charlier       |
| 1916 - 1918  | Joseph Gillis        |
| 1918 - 1923  | Alphons Cloos        |
| 1923 - 1930  | Lambert Purnotte     |
| 1930 - 1932  | Guillaume Ruiters    |
| 1932 - 1945  | Arthur Renkin        |
| 1936 - 1939  | Jacques Crillen      |
| 1946 - 1946  | Henri Mestrez        |
| 1946 - 1948  | Charles Bardiau      |
| 1948 - 1950  | Armand Deverdenne    |
| 1950 - 1968  | Hubert Vanderweckene |
| 1969 - 1978  | Wil Jacobs           |
| 1978 - 1989  | Hennie Ramaekers     |
| 1989 - 1995  | Alex Schillings      |
| 1995 - heden | Jan Cober            |

## Het Trommel- en Klaroenkorps
Het Belgische en Franse militaire marsrepertoire kenmerkt zich door het gebruik van natuurinstrumenten als klaroenen, cavalerietrompetten en jachthoorns. Een korps als Sainte Cécile, met zijn Belgische/Franse oorsprong, had dan ook de behoefte aan deze uitbreiding tijdens hun marsoptredens.
Daarom werd in 1952 het Trommel- en Klaroenkorps opgericht en zij is sindsdien een van de twee hoofdgeledingen binnen de Koninklijke Harmonie Sainte Cécile Eijsden.
In het begin bestond het Trommel- en Klaroenkorps uit klaroenen en tamboers. De huidige bezetting van cavalerietrompetten, klaroenen, jachthoorns, bastrompetten, sousafoons en slagwerk bestaat sinds halverwege de jaren 80. Ondanks deze bezetting voor jachthoornkorps hanteert het korps nog steeds zijn oorspronkelijke naam “Trommel- en Klaroenkorps”.
Het Trommel- en Klaroenkorps heeft sinds haar oprichting veel mooie resultaten behaald en alle concoursen waren goed voor eerste prijzen of eerste prijzen met lof der jury. Zo werd het Trommel- en Klaroenkorps (uitkomend in de eredivisie, sectie B1) meerdere malen Limburgs, Nederlands en Europees kampioen.
Onder leiding van dirigent/instructeur Roy van Wersch en Tambour-maître Nico Dassen heeft het korps enkele indrukwekkende titels behaald.
Zo werd het Trommel- en Klaroenkorps in 2005 Limburgs kampioen en Nederlands kampioen in de eredivisie tijdens de mars- en concertwedstrijden van de FKM.
In 2008 werd het Trommel- en Klaroenkorps “Kampioen der Lage Landen” tijdens de Mars- en Showwedstrijden der Lage Landen in Hamont (B). Wederom in de hoogste afdeling. Ook werd het Trommel- en Klaroenkorps in 2008 weer Limburgs kampioen in de Eredivisie. Dit keer tijdens de marswedstrijden van de LBT.
Het Trommel- en Klaroenkorps van Sainte Cécile verzorgt jaarlijks mooie concertoptredens. Uitgangspunt bij de programmering is een goede balans tussen traditioneel en vernieuwend repertoire. Zo zijn er de laatste jaren zijn meerdere vernieuwende composities geschreven in opdracht van dit korps. Hiermee geeft het Trommel- en Klaroenkorps een belangrijke impuls in de uitbreiding en de vernieuwing van het repertoire van deze bijzondere bezetting. Het Trommel- en Klaroenkorps koestert zijn tradities, maar schuwt, op deze manier, ook vernieuwing niet. Dit levert bijzondere optredens op: zowel concerterend als marcherend.
Het Trommel- en Klaroenkorps verzorgt, al dan niet in samenwerking met het Harmonieorkest, tal van straatoptredens. Deze activiteiten variëren van het invullen van lokale culturele en/of religieuze festiviteiten tot het verzorgen van streetparades en taptoes in binnen en buitenland. Deze optredens zijn zonder meer indrukwekkend te noemen. Het Trommel- en Klaroenkorps is tijdens deze marsoptredens het gezicht van Sainte Cécile en de leden voelen zich verbonden met, en verantwoordelijk voor de Belgische/Franse tradities van het (marsen)repertoire dat kenmerkend is voor Sainte Cécile.
Samen met het Harmonieorkest nam het Trommel- en Klaroenkorps een tweetal cd’s op; de dubbel-cd “Bronkmuziek in Eijsden” en de cd “International Marches”.
| Jaar         | Naam           |
| ------------ | -------------- |
| 1952 - ????  | P. Callemein   |
| 1967 - 1978  | Jackie Janssen |
| 1978 - 1979  | Math Jalhay    |
| 1979 - 1984  | Hans Croes     |
| 1984 - 1988  | Jackie Janssen |
| 1988 - 1994  | Jo Heusschen   |
| 1994 - 1995  | Jackie Janssen |
| 1995 - 2001  | Math Pollaert  |
| 2001 - 2001  | Hans Croes     |
| 2002 - 2002  | Rob Janssen    |
| 2003 - 2013  | Roy van Wersch |
| 2013 - 2022  | Ad Triepels    |
| 2022 - heden | Tom Simons     |

| Jaar         | Naam            |
| ------------ | --------------- |
| 1952 - 1959  | Lambert Deliège |
| 1959 - 1960  | Sjeng Haenen    |
| 1960 - 1967  | Lambert Deliège |
| 1967 - 1980  | Jacques Janssen |
| 1980 - 1997  | John Purnot     |
| 1997 - 2002  | Guus Paquay     |
| 2002 - heden | Nico Dassen     |

## Jeugdorkesten

### Les Jeunes
Het Jeugdorkest "Les Jeunes de Sainte Cécile" bestaat uit ca. 40 leden en staat momenteel onder leiding van Stijn Waterval.
Het orkest is samengesteld uit muzikanten die zijn doorgestroomd vanuit "Les Petits Jeunes" en muzikanten die reeds toegelaten zijn tot het Harmonieorkest. De muzikanten die al zijn toegelaten tot het Harmonieorkest musiceren een aantal jaren zowel in het groot Harmonieorkest als ook in Les Jeunes. De andere muzikanten, die doorgestroomd zijn vanuit Les Petits Jeunes, zijn al goed op weg om in te gaan stromen in het Harmonieorkest.
Les Jeunes geeft jaarlijks zo'n 4 à 5 concerten. Bij de programmakeuze wordt gezocht naar een combinatie van serieuze, pittige concertwerken en lichtere muziek, zoals mars- en popmuziek.
Onder leiding van Eric Feron behaalde Les Jeunes in 1995 op het Bondsconcours voor Jeugdorkest te Weert een eerste prijs. Het korps werd bij dit concours voor de meest expressieve uitvoering, als enige bij de harmonieorkesten, onderscheiden met het predicaat "goud". In 1999 werd het orkest, eveneens onder leiding van Eric Feron, in Maasbracht bij de beoordeling gehonoreerd met "zeer goed".
Met dirigent Jos Roeden (september 2000 - september 2002) werden diverse concerten verzorgd in binnen- en buitenland en werd deelgenomen aan muziekwedstrijden. Zo werd het orkest tijdens het Festival voor Jeugdorkest in Maasbracht op 29 april 2001 gehonoreerd met het predicaat "zeer goed" en ontving het orkest tevens de prijs voor het meest belovende jeugdorkest van het gehele festival. Het jaar daarna werd op 30 juni 2002 tijdens het 36e Peeltoernooi in Meijel weer het predicaat "zeer goed" aan het orkest toegekend.
Vanaf september 2002 tot mei 2007 stond Les Jeunes onder leiding van dirigent Matty Cilissen. Er werden o.a. uitvoeringen verzorgd in Grevenbicht, Eijs, Visé, Maastricht, Banneux en Eijsden.
Van juni 2007 tot april 2010 stond het orkest onder leiding van Martijn Pepels. In juli 2008 maakte Les Jeunes een concertreis naar het Oostenrijke Schladming. Tijdens het festival Mid Europe werd Les Jeunes Nederlands kampioen. In het sterk bezet internationaal deelnemersveld veroverde Les Jeunes de derde plaats met 92,5 punten van de 100.
Van mei 2010 tot maart 2012 was Jos Roeden dirigent van Les Jeunes de Sainte Cécile. Hij werd opgevolgd door Inge Alberti die tot mei 2015 de dirigeerstok hanteerde bij Les Jeunes. Vervolgens nam de Columbiaan Samuel Augustín Aguirre het dirigeerstokje over tot 2018. Momenteel is Stijn Waterval de dirigent van Les Jeunes de Sainte Cécile. Onder leiding van Stijn behaalde het orkest de wereldtitel in de klasse B1 op het wereldkampioenschap in 2024 in Rastede.
| Jaar         | Naam             |
| ------------ | ---------------- |
| ? - 1992     | Hennie Ramaekers |
| 1992 - 2000  | Eric Feron       |
| 2000 - 2002  | Jos Roeden       |
| 2002 - 2007  | Matty Cilissen   |
| 2007 - 2010  | Martijn Pepels   |
| 2010 - 2012  | Jos Roeden       |
| 2012 - 2015  | Inge Alberti     |
| 2015 - 2018  | Samuel Augustín  |
| 2018 - heden | Stijn Waterval   |

### Les Petits Jeunes
Het Jeugdorkest "Les Petits Jeunes" bestaat uit ongeveer 15 enthousiaste, jonge muzikanten. Onder leiding van dirigent Paul van Aubel leren zij in een vroeg stadium het musiceren in groepsverband.
Het orkest is opgebouwd uit onervaren muzikanten die het bespelen van hun instrument voldoende onder controle hebben om in groepsverband te gaan musiceren. Door een halfjaarlijkse voorspeelochtend wordt beslist of de muzikant reeds goed genoeg is om door te stromen naar "Les Jeunes". Hierdoor verandert Les Petits Jeunes bijna elk half jaar van bezetting. Toch lukt het steeds weer om in relatief korte tijd een programma in te studeren en de periode af te sluiten met een druk bezocht concert. Les Petits Jeunes repeteert een keer per twee weken op vrijdagavond en geeft jaarlijks ongeveer 3 concerten.

## Da Capo 2000
Muziekensemble Da Capo 2000 is opgericht in 2000 door Jan Janssen en Jean Creuwels voor (oud)-muzikanten van harmonieën en fanfares uit de regio Zuid-Limburg. Daarnaast staat Da Capo 2000 open voor alle overige muzikanten die op een leuke, ongedwongen manier muziek willen maken.
Het ensemble bestaat thans uit circa 35 muzikanten en op het programma staan veelal marsen, volksmuziek, lichte ouvertures, soul, blues en popmuziek. Hoewel het ensemble niet echt prestatiegericht werkt, wordt toch gestreefd naar een buitengewoon aangename luisterervaring. Jaarlijks worden 4 à 5 uitvoeringen verzorgd.
Het ensemble staat onder leiding van dirigent Ger Chappin. Hij was van 1987 tot 2023 als cellist verbonden aan het Orchestre Philharmonique de Liège en was daarnaast mede-oprichter en lid van het salonorkest Wiener Soirée. De vaste tweede dirigent, sedert de oprichting, is Guy Kreemers, klarinettist van Koninklijke Harmonie Sainte Cécile Eijsden.